# Пламен Желязков
Пламен Желязков е български състезател по вдигане на тежести.

## Биография
Роден е в Асеновград на 14 май 1972 г. На световното първенство в Лахти през 1998 г. става световен шампион в категория до 69 кг и рекордьор в изхвърлянето с постижение от 160 кг и в двубоя с резултат 350 кг.